# Instituto Superior Politécnico de Tete
O Instituto Superior Politécnico de Tete (ISPT) é uma instituição pública de ensino superior de Moçambique, que tem a sua sede na cidade de Tete, na província de mesmo nome.
Juridicamente o ISPT é uma pessoa colectiva de direito público, dotada de personalidade jurídica e goza de autonomia científica, pedagógica, administrativa e disciplinar.

## Histórico
O Instituto Superior Politécnico de Tete (ISPT) foi criado no primeiro grupo de instituição deste tipo de ensino estabelecido pelo governo. Seu termo legal de criação foi dado pelo decreto nº 32/2005, de 23 de agosto de 2005, expedido pelo Conselho de Ministros e publicado no Boletim da República número 33, I série.

## Organização
O ISPT possui duas divisões responsáveis por ministrar as engenharias e a economia juntos às comunidades moçambicanas através de actividades de investigação, extensão e de prestação de serviços. Entre os 5 cursos de licenciatura que o ISPT oferece, 3 voltam-se para as engenharias e os outros 2 para as ciências económicas.
Para além dos cursos de licenciatura, a área investigativa possui dois centros de investigação científica — que funcionam como divisões autónomas. Os centros de investigação são:
- Centro de Investigação Científica de Recursos Técnicos e Tecnológicos (CRTT);
- Centro de Investigação Científica de Incubação de Empresas (CIE).